# 13 Dywizja Piechoty (Imperium Rosyjskie)
13 Dywizja Piechoty (ros. 13-я пехотная дивизия) – dywizja piechoty Armii Imperium Rosyjskiego, w tym okresu działań zbrojnych I wojny światowej.

## Charakterystyka
W 1914 wchodziła w skład 7 Korpusu Armijnego. Sztab dywizji stacjonował w Sewastopolu. W tym czasie dywizja etatowo posiadała cztery pułki po cztery bataliony oraz brygadę artylerii polowej z 6 bateriami po 8 dział. Doświadczenie zdobyte podczas walk na frontach I wojny światowej  skutkowało zmianami organizacyjnymi. Zimą z 1916 na 1917 rozpoczęto reorganizację dywizji piechoty. Zredukowano liczbę batalionów z 16 do 12 i zmniejszono liczbę dział polowych na mniej aktywnych odcinkach frontu.

## Struktura organizacyjna
Organizacja 24 DP w 1815–1830
- dowództwo dywizji (m.p. w Królestwie Polskim)
- 1 Brygada Piechoty
  - Brzeski pułk piechoty
  - Białostocki pułk piechoty
- 2 Brygada Piechoty
  - Litewski pułk piechoty
  - Wileński pułk piechoty
- 3 Brygada Jegrów
  - 47 pułk jegrów
  - 48  pułk jegrów

Organizacja 13 DP w 1914
- 1 Brygada Piechoty (Sewastopol)
  - 49 Brzeski pułk piechoty (Sewastopol)
  - 50 Białostocki pułk piechoty (Sewastopol)
- 2 Brygada Piechoty (Teodozja)
  - 51 Litewski pułk piechoty (Symferopol)
  - 52 Wileński pułk piechoty (Teodozja)
- 13 Brygada Artylerii (Sewastopol)